# رايا الشماعي
رايا شماعي مغنية وممثلة لبنانية. التحقت بالفريق الغنائي اللبناني فور كاتس مع شقيقتها داليدا شماعي في سنة 2004، وأصدرت أولى أغنياتها وأولى ألبوماتهما مع الشركة وكانت بعنوان «يا عنتر».لكنها تركت الفريق في عام 2010 للسفر إلى كندا والاستقرار هناك.
شاركت رايا في عدة أعمال سينمائية أسد و أربع قطط سنة 2007 ومسلسل الدنيا هيك سنة 2010.
واصلت رايا الشماعي حياتها الفنية في كندا.